# Omicidio di Milena Sutter
L'omicidio di Milena Sutter è un fatto di cronaca nera avvenuto nella città italiana di Genova il 6 maggio 1971, allorché in circostanze non del tutto chiarite la figlia dell'imprenditore italo-svizzero Arturo Sutter venne rapita all'uscita da scuola, per poi essere trovata cadavere in mare circa due settimane dopo.
È anche noto come caso del biondino della Spider rossa, dal soprannome attribuito dai media a colui che fu inquisito e condannato per il crimine, Lorenzo Bozano, che si dichiarò sempre innocente.

## I fatti

### La scomparsa di Milena
Attorno alle ore 17:00 del 6 maggio 1971, Milena Sutter, figlia tredicenne di Arturo Sutter (imprenditore di origini svizzere, titolare dell'omonima azienda attiva nel campo dei detergenti) e della moglie Flora Van Glabbeek (cittadina belga), uscì dall'istituto privato che frequentava, la Scuola Svizzera (chiusa nel 1985), situata in via Peschiera, a metà strada tra piazza Manin e via XX Settembre, nel pieno centro di Genova. Era attesa a casa, in viale Antonio Mosto, nel quartiere di Albaro, per seguire una ripetizione di storia verso le ore 17:30. Dopo le 17:30, non vedendola rientrare, la madre telefonò a scuola e alle amiche, che dissero di aver visto Milena dirigersi verso la fermata dell'autobus 88; più tardi, non ricevendo alcuna notizia, il padre chiamò dapprima gli ospedali e quindi la polizia.
La famiglia Sutter era la sesta in città in termini di contributi fiscali, pertanto si ipotizzò subito che Milena fosse stata rapita con finalità estorsive: il 5 ottobre 1970 un caso analogo aveva del resto riguardato Sergio Gadolla, figlio di un'altra famiglia industriale genovese. A perpetrarlo era stato il cosiddetto "gruppo XXII Ottobre" (o "Tupamaros della val Bisagno"), appartenente alla galassia del terrorismo di sinistra e capeggiato da Mario Rossi; Gadolla fu rilasciato incolume cinque giorni dopo, previo pagamento di un riscatto di 200.000.000 di lire. La polizia riuscì poi a rintracciare e fermare tutti gli esecutori del sequestro il 16 aprile 1971, ovvero tre settimane prima della scomparsa di Milena.

### La richiesta di riscatto e le indagini
L'indomani mattina, 7 maggio, attorno alle ore 10:45, Adolfo Sutter (padre di Arturo e nonno di Milena, che viveva a poca distanza dal resto della famiglia) ricevette una chiamata anonima che per la liberazione di Milena Sutter richiese un riscatto di 50 milioni di lire (poco più di 510 000 euro, adeguando il cambio all'inflazione); una voce maschile, incisa probabilmente su un nastro registrato, disse: «Se volete Milena viva, prima aiuola Corso Italia». Adolfo corse ad avvertire il figlio, che poco dopo ricevette la medesima telefonata; Arturo Sutter riferì di non essere riuscito a capire cosa stesse dicendo chi si trovava all'altro capo del filo: la frase fu messa agli atti dal maresciallo dei Carabinieri Luigi Calanchi, che era a sua volta in ascolto, ma non riuscì a registrarla.
Gli inquirenti (capeggiati dal capo della squadra mobile genovese, Angelo Costa, e dal magistrato Nicola Marvulli) inizialmente manifestarono perplessità: la chiamata era infatti estremamente vaga (non era infatti chiaro cosa significasse "prima aiuola Corso Italia"), non conteneva nessun elemento che confermasse che il chiamante avesse con sé Milena e, nondimeno, la richiesta di riscatto sembrava assai esigua a fronte dell'ingente patrimonio dei Sutter, che erano comunque pronti a pagare (al tempo infatti non era ancora previsto il congelamento dei beni alle famiglie dei sequestrati). La notizia venne diffusa alle 13:30 dal giornale radio Rai, nonché dall'edizione pomeridiana del Corriere Mercantile.
Si provvide pertanto a scavare nel vissuto di Milena, interrogando i compagni di scuola: una di essi raccontò che ai primi di maggio lei e Milena erano state avvicinate da un ragazzo che aveva proposto loro di fumare qualcosa insieme. Il ragazzo in questione fu rintracciato, ma non emerse alcun elemento a suo carico. L'ultima persona ad aver visto Milena era stato uno studente di prima media, che l'aveva notata mentre camminava verso la fermata dell'autobus, senza però poi reincontrarla una volta arrivato alla palina d'arresto.
Nei giorni successivi le forze dell'ordine ricevettero varie altre chiamate, che tuttavia si rivelarono infondate: tra le altre, un gruppo di malavitosi indicò come nascondiglio dei sequestratori un albergo di Bordighera, dove in realtà alloggiavano alcuni criminali francesi, loro rivali nel racket della prostituzione, nel tentativo di farli arrestare. In altre telefonate vennero chiesti riscatti superiori, o il mittente si spacciò per persona informata sui fatti; non mancò infine chi chiamò facendo sentire il rumore del pianto di un bambino.
Sempre il 9 maggio un agente di polizia fuori servizio rinvenne, in un cestino della spazzatura presso un'aiuola lungo corso Italia (la strada, a dispetto della chiamata, non era stata ancora perlustrata), la cartella scolastica di Milena Sutter, completa di tutto il suo contenuto. Gli inquirenti esaminarono il diario della ragazza, nel quale aveva scritto di aver ricevuto le avances di un ragazzo di nome Claudio, alle quali avrebbe però opposto un diniego. Il soggetto in questione non venne mai identificato.
La pista su cui ben presto si concentrarono gli sforzi fu quella legata al ripetuto avvistamento, da aprile in poi, sia in viale Mosto, presso la villa dei Sutter, sia presso la Scuola Svizzera, di un'autovettura Spider rossa con la capote nera e la carrozzeria segnata da molte ammaccature e scrostature alla vernice. Una residente in via Peschiera riferì che al volante sedeva un individuo alto e robusto, con lunghi capelli castani, baffi e basette, che a suo dire sembrava aspettare qualcuno, osservando con insistenza l'ingresso della scuola e fumando nervosamente.
I giornali iniziarono a parlare della Spider rossa, che la polizia locale identificò nell'Alfa Romeo Giulietta Sprint intestata a Lorenzo Bozano (3 ottobre 1945 – 30 giugno 2021) all'epoca venticinquenne, appartenente alla borghesia genovese poiché imparentato con la famiglia degli armatori Costa, proprietari di Costa Crociere (il padre era un funzionario della compagnia di navigazione). 
Bozano venne fermato e trattenuto in questura per tre giorni: si dichiarò estraneo alla vicenda, negando di essersi mai appostato presso i luoghi in questione, ma non seppe fornire un alibi per il pomeriggio/sera del 6 maggio. Destarono ulteriori sospetti sul suo conto il fatto che, pochi giorni prima, avesse preso appuntamento con un avvocato penalista (Bozano disse in proposito di volersi cautelare, essendo proprietario di un'auto come quella descritta dai giornali) e si fosse fatto accorciare capelli e baffi (scelta che motivò col desiderio di "essere più presentabile"). Scaduti i termini del fermo, non essendoci elementi sufficienti contro di lui, Bozano fu rimesso in libertà.
Al netto dell'assenza di prove certe a suo carico, Bozano fu comunque tenuto sotto osservazione, ritenendo che potesse comunque essere collegato al rapimento, magari in combutta con un gruppo di malviventi. Pareva infatti strano che il fermato potesse aver perpetrato il rapimento per conto proprio: Milena Sutter era fisicamente matura per la sua età e molto prestante, dal momento che praticava vari sport a livello agonistico, in particolare sci alpino (era in procinto di entrare nella nazionale svizzera, grazie alla cittadinanza del padre), ed era quindi in condizione di difendersi in caso di aggressione. Appariva inverosimile anche il fatto che il veicolo usato per il rapimento potesse essere una Spider biposto decappottabile, tecnicamente inadatta allo scopo, a meno di un allontanamento consenziente. A tal proposito, sebbene la zona di via Peschiera fosse piuttosto trafficata, soprattutto in orario d'uscita dalle scuole, il 6 maggio nessuno aveva notato colluttazioni o tentativi di sopraffazione forzosa. Intervistato in proposito, Arturo Sutter negò categoricamente che la figlia potesse essere salita per conto proprio su un'auto che non fosse la sua o quella della madre.
Bozano continuò pubblicamente (concedendo molte interviste) a negare di sapere chi fosse Milena Sutter, ma intervennero ulteriori testimonianze che sostenevano di averlo avvistato a più riprese in viale Mosto: la titolare di un bar disse di averlo visto più volte, apparentemente intento a leggere il giornale, davanti alla dimora dei Sutter. La collaboratrice domestica di un palazzo vicino affermò che egli si era messo a osservarla (mettendola a disagio) per poi rivolgere l'attenzione verso la dimora della famiglia imprenditoriale; un giorno la stessa donna lo vide anche vicino alla Scuola Svizzera. La cuoca di casa Sutter ugualmente disse di aver riconosciuto Bozano per strada. Il giovane ammise poi di frequentare le strade in questione, ma unicamente perché provava attrazione per alcune donne che lavoravano in zona; l'accusa invece insisterà sul fatto che lui volesse compenetrarsi delle abitudini dei Sutter e, potenzialmente, rendersi familiare a Milena, così poi da poterla più facilmente attirare in trappola. Fu in questo frangente che nacque il soprannome di "biondino della Spider rossa": alcuni abitanti di via Orsini avevano infatti detto a un giornalista del Corriere Mercantile di aver visto un "biondino" sostare nella zona in cui si trovava villa Sutter, seduto su una spider rossa ammaccata. Ciò finì per creare ulteriori dubbi: solo una trentina di studenti della Scuola Svizzera aveva infatti dichiarato di riconoscere Bozano e tra di essi non c'era nessuna compagna di classe di Milena; inoltre il soprannome "biondino" sembrava calzare male sul venticinquenne, che aveva i capelli castani, una corporatura massiccia e appariva più vecchio della sua età.
A complicare vieppiù il lavoro degli investigatori vi era il fatto che, dopo la prima e unica richiesta di riscatto ritenuta autentica (quella di soli 50 milioni di lire, con l'allusione a corso Italia), più nessuna comunicazione ritenuta attendibile era giunta ai Sutter dai rapitori. Poco dopo il ritrovamento della cartella, tuttavia, vi era stata un ulteriore chiamata che reiterava la richiesta di 50 milioni, chiedendone però la consegna in via XII Ottobre: Arturo Sutter si mise d'accordo con la polizia e andò a incontrare il soggetto in questione, al quale consegnò 25 milioni, promettendo il resto alla restituzione di Milena. Gli agenti pedinarono il soggetto e poi lo fermarono: si trattava di Mario Dinning, 40enne senza fissa dimora, peraltro pregiudicato per aver tentato qualche tempo prima di rapire un bambino di dieci anni. Si appurò che il suo era un mero tentativo di appropriarsi del riscatto, senza alcuna correlazione con il sequestro.
Gli inquirenti si convinsero ancor di più che Lorenzo Bozano potesse avere un ruolo nella storia e che l'assenza di notizie dai sequestratori fosse proprio legata al fatto che i giornali avessero pubblicato la sua descrizione e quella della sua auto. Le ulteriori indagini condotte su di lui non portarono tuttavia alcun elemento utile ai fini del ritrovamento di Milena, né prove per incastrarlo in maniera risolutiva.

### Il ritrovamento del cadavere
Il cadavere di Milena Sutter venne ritrovato il 20 maggio, verso le 17:30, da due pescatori dilettanti, Paolo Schenone e Giampaolo Olia, mentre erano in mare a bordo di un gozzo, a circa trecento metri dalla spiaggia di Priaruggia, a Quarto dei Mille. Il volto era irriconoscibile, l'addome era avvolto da una cintura da sub di colore nero, con alcuni piombi da 1 kg di colore scuro. La corrente lo stava spingendo verso Portofino.
I due pescatori credettero che la salma appartenesse a un subacqueo morto in immersione: subito tornarono a terra e chiamarono il Nucleo Sommozzatori dei vigili del fuoco. Il corpo venne recuperato e adagiato sulla spiaggia, dove nel frattempo si erano radunate un centinaio di persone. Durante il recupero della salma andò persa la cintura, che venne tuttavia rinvenuta in tarda serata. Oltre al volto sfigurato, dal cadavere mancavano anche pezzi di carne in altri punti, a causa della scarnificazione da parte dei pesci. La cintura fu identificata come parte di una muta da sub della Cressi Sub. Il corpo era seminudo, ma si riscontravano tracce di vestiti. La stima iniziale dell'età della vittima fu fissata attorno ai 20-25 anni: fu solo all'obitorio dell'ospedale San Martino che il corpo venne riconosciuto dal medico legale Giorgio Chiozza, grazie a una medaglietta con inciso il nome della ragazza (regalata dalla madre alcuni anni prima), e altri piccoli gioielli che indossava; venne altresì accertato che sulla pelle permanevano brandelli di una camicetta a fiori, di un maglione giallo e di una blusa blu, mentre attorno alle caviglie si trovavano — arrotolate — un paio di calze-mutande a collant, con dei ricami sui bordi (i vestiti indossati da Milena il giorno del rapimento).
L'esame autoptico evidenziò che Milena era stata verosimilmente uccisa il giorno stesso del rapimento, all'incirca tra le 18 e le 18:30, probabilmente per strangolamento (non vi erano evidenti lesioni esterne e nei bronchi e nello stomaco non c'era acqua); non aveva subito violenza sessuale. Il corpo sarebbe poi stato occultato in una fossa, per poi essere disseppellito il giorno dopo e finire gettato in mare.
Una volta dissequestrata la salma, il funerale fu officiato in forma strettamente privata il 29 maggio presso il tempio protestante di via XII ottobre a Genova. Il corpo di Milena fu poi trasferito in Belgio e sepolto nella tomba dei nonni materni, presso Kalmthout, dove poi verranno deposti anche il padre Arturo (morto nel 2015 a 88 anni) e il fratello Stefano (nato nel 1973, due anni dopo il delitto, e scomparso prematuramente nel 2022).

## L'arresto di Bozano

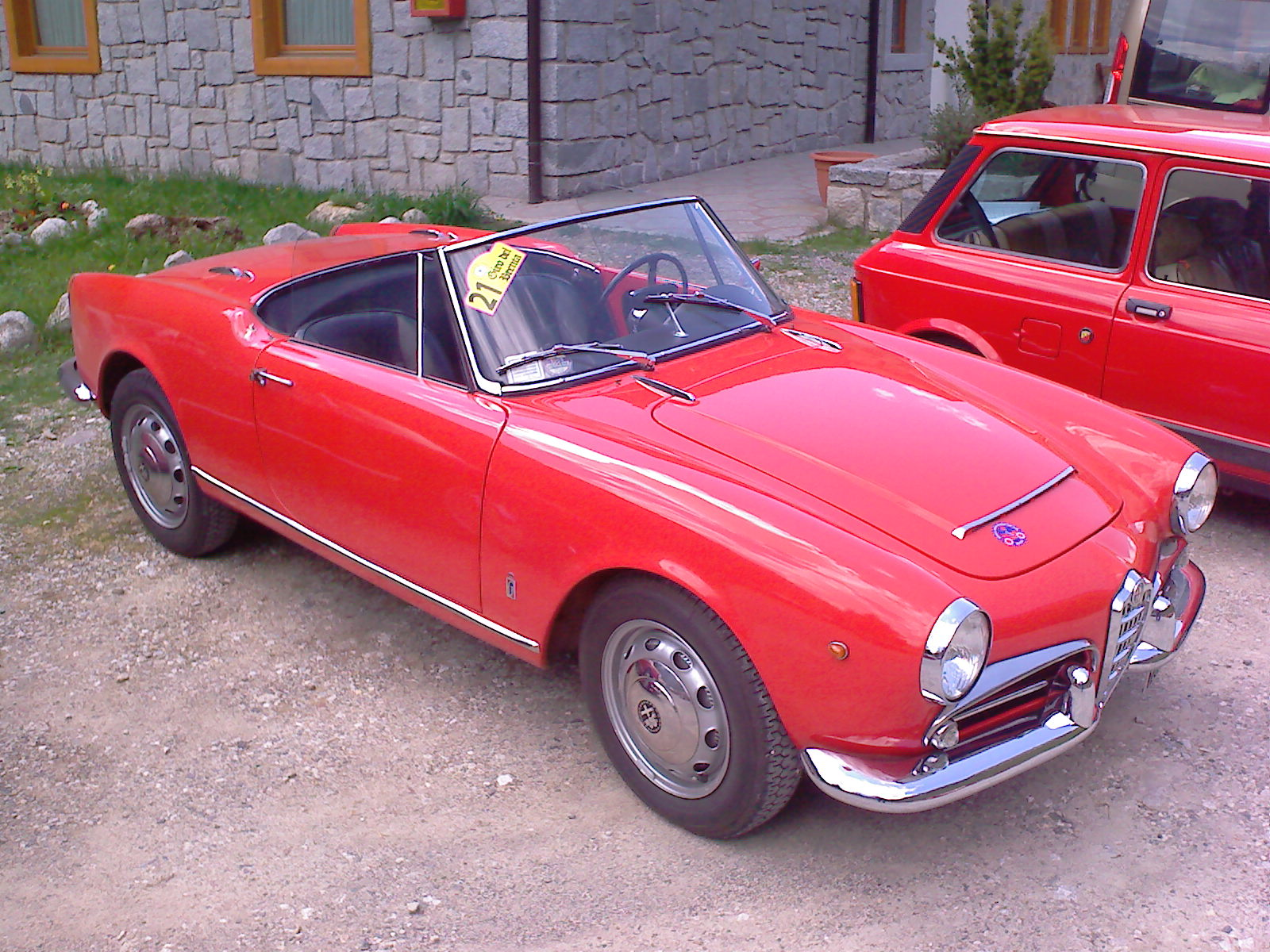
Un'Alfa Romeo Giulia Spider rossa, simile a quella riconosciuta da alcuni testimoni come quella appartenente a Lorenzo Bozano

La sera stessa del ritrovamento del cadavere, alle ore 22 circa, Lorenzo Bozano venne arrestato in casa della madre; a tal riguardo, la presenza della cinta da sub addosso al cadavere di Milena spinse gli inquirenti ad agire, dal momento che Bozano era notoriamente appassionato di nautica e immersioni subacquee. Appena un giorno prima, Bozano si era recato in questura per chiedere come procedessero le indagini. La sorella, Jolanda, riferì che appena appresa la notizia, il fratello aveva cercato di mettersi in contatto con un amico, studente universitario, che avrebbe poi citato in giudizio quale testimone a discarico.
Nuovamente interrogato, non riuscì a fornire un alibi che lo coprisse dalle 16:15 alle 19:45 e dopo le 22 del 6 maggio. Emerse tra l'altro la sua complessa situazione familiare: il padre lo disistimava profondamente per via della sua inconcludenza dapprima negli studi e poi nel lavoro, oltre che per i suoi comportamenti in generale, al punto da considerarlo uno psicopatico e una minaccia per la quiete familiare, avendolo pertanto denunciato alla Procura dei minorenni di Genova nel 1965. Secondo il padre, infatti, Lorenzo era un soggetto capace di qualsiasi delitto, un cinico, un bugiardo, un ladro (aveva infatti un precedente compiuto a scuola) e aveva forti pulsioni sessuali che non riusciva a dominare (venne citato in proposito il tentato adescamento di una domestica che lavorava a casa Bozano). Dopo l'arresto del figlio, Paolo Bozano provvide subito a chiamare l'avvocato difensore per dirsi non disposto a pagare alcuna parcella.
La notizia dell'arresto fu ampiamente ripresa e commentata sulla stampa: lo stesso questore di Genova, Giuseppe Ribizzi, dichiarò pubblicamente che Bozano era «immondo individuo [...] schiacciato da prove [...] e non fragili indizi». Vi fu chi chiese la reintroduzione della pena di morte. Dopo alcuni mesi di carcere, Bozano scrisse e divulgò un memoriale difensivo.

## Processo
Perquisendo la casa del ragazzo fu anche trovato un foglio con le parole "affondare - seppellire - murare", nonché alcuni orari, che vennero collegati alla presunta organizzazione del rapimento-lampo di Milena. Alcuni testimoni riferirono che nei giorni precedenti il delitto, Bozano accennava all'idea di compiere un sequestro, ma egli affermò sempre che stava parlando del rapimento di Sergio Gadolla. In tutto vennero trovati ventitré indizi, ma nessuna prova di colpevolezza nei confronti di Bozano.
Bozano nel 1973 venne assolto in primo grado per insufficienza di prove; tuttavia, nel 1975 venne condannato all'ergastolo con l'imputazione di rapimento a scopo di estorsione, omicidio con azione di strozzamento (e probabile soffocamento) e soppressione di cadavere. La condanna venne confermata dalla Corte di cassazione nel 1976.

## Dopo la condanna
Poco dopo la condanna, Bozano fuggì in Francia, poi in Africa e poi nuovamente in Francia. Qui, il 25 gennaio 1979 venne arrestato in maniera fortuita, poiché era stato multato perché guidava senza cintura di sicurezza, e poi messo in stato di fermo; venne quindi portato nel carcere di Limoges con l'accusa di truffa. Le autorità francesi negarono l'estradizione in Italia, ma venne espulso in Svizzera, dove la Polizia cantonale ginevrina lo condusse nel carcere di Ginevra il 22 ottobre. Poco dopo, le autorità elvetiche lo estradarono in Italia e incominciò a scontare la sua condanna nel carcere di Porto Azzurro, sull'Isola d'Elba. Nel 1989 ottenne la semilibertà. Beneficiando di permessi premio, creò un allevamento di polli a Porto Azzurro, ma anche per questa sua attività finì in guai giudiziari, dato che la Guardia di Finanza contestò a Bozano una multa di sei miliardi di lire per non aver dichiarato al fisco mezzo miliardo. Nel 1996 gli sono stati sospesi i benefici di legge. L'11 giugno 1997 tentò di molestare una ragazza di 16 anni, a Livorno, spacciandosi per poliziotto; per questo reato fu condannato nel 1999 a due anni di reclusione, e fino al 2002 non poté più richiedere permessi. Bozano venne posto in regime di semilibertà nel febbraio 2019. Ospite di una casa di accoglienza per detenuti gestita da un'associazione di volontariato, con mansioni di custode e segretario, Lorenzo Bozano morì il 30 giugno 2021 per un malore, a 76 anni, mentre faceva il bagno a Bagnaia, sull'Isola d'Elba.

## Impatto culturale

### Cinema
- Il caso Bozano, regia di Felice Farina – film TV (1996)

### Televisione
- Linea gialla – programma TV, puntata 1x09 (LA7, 12 novembre 2013)
- Profondo nero – programma TV, puntata 3x03 (SKY, 2017)

### Podcast
- Indagini – Genova, maggio 1971 (2024), podcast in due puntate a cura di Stefano Nazzi.
- Il Colpevole Perfetto. La storia sbagliata di Lorenzo Bozano e Milena Sutter (2024), podcast in più puntate a cura di Maurizio Corte, con la regia audio di Giuliana Corsino.